# Faculdade de Teologia Metodista Livre
O Seminário Bíblico Wesleyano é a instituição de ensino da Associação de Ensino Metodista Livre, que (apesar de não necessário, como no visto abaixo - referência 3) o MEC ainda não credenciou como faculdade (basicamente por pequenas questões de infraestrutura, condicionadas a indenização a se receber - por causa do Metrô/Prefeitura-SP); "Faculdade de Teologia METODISTA Livre" que dá a sigla FTML até para um dos sítios eletrônicos do seminário. É uma tradicional instituição de ensino mantida pela Igreja Metodista Livre / missionária (General Missionary Board of th Free Methodist Church of north America - com decreto brasileiro nº 27.415/49 apesar da liberdade de crença garantida / liberdade que - quando frisada, sobre outra instituição - ainda causa espécie). Na mesma filosofia denominacional destacam-se as internacionais Azusa Pacific University (Azusa, CA), a 大阪キリスト教短期大学 Ōsaka kirisuto-kyō tanki daigaku (Osaka Christian College / Japão), e a Hope Africa University, bem como os cursos de Mestrado e Doutorado (denominacional/is: termo utilizado para cursos com reconhecimento intra-corpus - interna corporis -, como visto abaixo; também citado em trabalho apresentado na Eclesiocom-2016, sobre provável curso análogo a cursos adventistas de Mestrado Intra Corpus ou Doutorado Denominacional.

## Detalhes sobre a Formação em Teologia, Mestrado etc. & Reconhecimento Internacional
Os requisitos para a obtenção, por exemplo, do grau de Doutor (bem como Phd, Doutoramento direto ou Mestrado) variam significativamente de país para país. No caso brasileiro, um dos doutorados Metodista Livre equivaleria ao Divinitatis Doctor/Doctor of Divinity (D.D.), literalmente sendo Doutor de Divindade (área teológica), e/ou ao Theologiæ Doctor/Doctor of Theology (Th.D.) - Doutor em Teologia; isso no campo ministerial (D.Min.: Doutorado em Ministério), com a instituição mantendo tais programas (de Teologia, "[...] uma subárea da Filosofia [...]" - ver ANPED) ainda de modo/reconhecimento intra-corpus - forma livre, no Brasil. Outras instituições - também com ênfase/inspiração internacional - vêm desenvolvendo programas semelhantes; destaque para o grupo MACKENZIE e para outra instituição com cursos análogos, que é a Faculdade de Direito Canônico (Católica - ver grupo PUC).
Sobre o credenciamento desses doutorados (como o Doutorado em Ministério Mackenzie) seria importante citar que "... não possui equivalência no sistema de pós-graduação reconhecido pela CAPES. O diploma de Doutor [...] é de natureza intra- corpus, no Brasil, [...]. No entanto, no convênio que instituiu o Doutorado em Ministério como parceria entre o CPAJ e o RTS, este se responsabiliza por assegurar que o curso [do CPAJ/Mackenzie] tenha o pleno reconhecimento da ATS, agência de reconhecimento acadêmico nos Estados Unidos, bem como pela expedição dos diplomas em conjunto com o CPAJ. Com isso, o curso goza de reconhecimento internacional." - apesar desse tipo de modalidade (livre - interna corporis) ser citada em projeto de lei, e já ter sido praticado por universidade estadual, no Brasil (análoga ao sistema de universidade livre). Já o reconhecimento internacional de outros depende do vínculo das instituições com suas congêneres mundiais (ou como também se vê aqui: "[...] Eclesiástico, válido no mundo todo." - do citado grupo PUC, sobre reconhecimento/repartição Faculdade de Direito Canônico São Paulo Apóstolo, regida por normas emanadas pela Sé Apostólica/Católica, por estatuto) - também contando com prestígio nacional (como em casos com reconhecimento eclesiástico - segundo Decreto da Congregação para a Educação Católica, e pela Sé Apostólica). Ou tal reconhecimento internacional poderia ainda vir sem depender de vínculos, porém o aproveitamento curricular de um estudo assim (p. ex. como o adquirido no 南美華人基督神學院 Nánměi huárén jīdū shén xuéyuàn - Seminário Teológico Servo de Cristo -
, com estudos doutorais livres) variaria de escola para escola, como no caso das credenciadas pela AST - Associação das Escolas de Teologia nos Estados Unidos e Canadá, ou de associação européia; isso de modo análogo a um outro tipo de estudo livre (porém em instituto oficial) para aproveitamento de créditos em programas brasileiros, também de doutorado.
Enfim, Mestrado e Doutorado no nível denominacional (citado em trabalho apresentado na Eclesiocom-2016, sobre provável curso análogo a cursos adventistas de Mestrado Intra Corpus ou Doutorado Denominacional) teriam sua base neotestamentária na epístola aos Efésios.

## Trabalho missionário
O pastor Nishizumi e seus colegas, não recebendo nenhum apoio financeiro ou patrocínio para viagem, vieram por conta própria; e aqui chegando, realizavam pregações diárias, mas também tinham de trabalhar para se sustentar. Alguns deles então optaram por se dedicar ao ofício de educador.
O pastor Ono, por exemplo, começou a lecionar na cidade de Embura, e o pastor Nishizumi encontrou trabalho como professor numa escola japonesa em Mairiporã.
No exercício dessa atividade, o pastor Daniel Nishizumi considerou a importância da educação e que o sucesso do trabalho missionário no Brasil também dependeria de investimentos neste setor. Assim, solicitou  ajuda à Igreja Metodista Livre dos Estados Unidos, para que fossem enviados missionários para cá com o perfil de educadores e com o intuito de fundar escolas. O pedido foi atendido e em 1946 chegaram aqui as primeiras missionárias e educadoras, Hellen Voller e Lucile Damon.
Vítima de um atropelamento em junho daquele ano, o pastor Nishizumi não viu o resultado de seus esforços. A vinda das duas missionárias e de outros pastores norte-americanos foi fundamental para a criação de uma escola dominical ligada à Igreja. Mais tarde, os pastores brasileiros, trabalhando em conjunto com os missionários estrangeiros, iniciaram um projeto de educação ainda mais amplo: a fundação de uma faculdade teológica Metodista Livre no Brasil..

## Cursos Livres- principais
- Teologia
- Mestrado
- Doutorado